# Sean Gunn
Sean Michael Gunn, född 23 december 1993 i Harare, är en zimbabwisk simmare.
Gunn tävlade för Zimbabwe vid olympiska sommarspelen 2016 i Rio de Janeiro, där han blev utslagen i försöksheatet på 100 meter frisim.